# 笹川修宏
笹川 修宏（ささがわ のぶひろ）は、日本の作曲家、編曲家、マニピュレーター、音楽プロデューサー。

## 概要
自身の作品の傾向はシンセサイザーなどの電子楽器を使った打ち込みが基本だが、早くから導入していたサンプラーをメインに使用以降は、その音源素材として取り込むため、ギターをはじめ他の楽器の演奏もこなすマルチプレイヤーでもある。最近ではDAWの普及などにより、自ら作曲の時点で打ち込みや録音をするアーティストが増えた事もあり、それら全般の最終調整を請け負うマニピュレーターとも編曲とも異なったSound Treatmentという作業にも携わっている。ポップ・ミュージックの他ダンス・ミュージックも得意とする為、アーティストがライブ用に使用する楽曲の作曲・編曲・マニピュレートも多い。

## 経歴
小学生からトランペットを始めるが、中学生の時にシンセサイザーとコンピュータに出会い、次第に傾倒していくようになっていく。演奏家としていくつかのバンドを経て、1990年、バンドのキーボーディストとしてメジャー・デビュー。その後音楽制作をメインにするために脱退。高校生時代から交流のあったCHOKKAKUの当時のバンドFLEXをサポートしつつ、個人でも楽曲制作/提供、編曲、マニピュレーターなどで本格活動開始。FLEX解散後はCHOKKAKUのサポートの他、個人でも作曲家、編曲家、マニピュレーター、音楽プロデューサーとして活動。林田健司の楽曲制作やライブツアーには、初期からマニピュレーターとして参加する。

## エピソード
楽曲制作や提供においてのクレジット表記は基本的には本名（漢字及び一般的なローマ字表記）またはローマ字表記を一部変えたKnobhiro Sasagawaを使うが、作品ジャンルや演奏形態などにより「変名」を使う事が"異常"なほどに数が多い。一例として、貴水博之「教えて -# panic room」ではマニピュレーターとしての参加は本名を使っているが、テルミン奏者として地味平次（HEIGI JIMI：ジミー・ペイジへのオマージュ）と名乗っている。
「中学生の時にシンセサイザーとコンピュータに出会い、次第に傾倒していくようになっていく」ようになってはいたが、高価な為当然個人ではひとつも所有できず、ずっと友人知人、楽器店、電気店の物を借りて使っていた。やがて高校生の時に当時最新機種のシンセサイザーである DX7を初めて自己所有する。その際初めての音楽コンテストに出場するが、普通複数の人数で組むバンドが出場する中、多数の機材を借りてきてドラム、ベース、ギター、キーボードなどの普通のバンド編成の基本パートをそれぞれの機材に割り当て、それらを全てコンピュータでコントロールし、それ以外を一人で生演奏する、というスタイルで出場して審査員を困惑させた（当時バンドコンテストでは生演奏が必須でカラオケなどを使用するというのは禁止であったが、「"ギターやピアノなどを生演奏しながら一人での弾き語り"という形態がある以上、"コンピュータを生で操作しながら一人での生演奏"という形態となる」と解釈され異例の出場となった）。
日本で最初に日本武道館でTB-303のアシッド・ハウス・サウンドを鳴らした人物とも言われている。

## 提供作品
注：前記の通り「変名」が多い為、ここでは 笹川修宏またはKnobhiro Sasagawa表記のみとする
川村結花
- 「最後のとりで」（川村結花と共編曲）
- 「わたしを超えて」（寺田一郎と共編曲）
- 「恋はちから」（川村結花と共編曲）
- 「わかり合えなくてもいい」（川村結花と共編曲）

佐々木望
- 「I'm in The Mood」（木村賢一と共編曲）
- 「mama」（編曲）

高尾直樹
- 「Color of Love」（林田健司と共作曲）

貴水博之
- 「I & I」（マニピュレート）
- 「教えて」（マニピュレート）
- 「教えて -# panic room」（マニピュレート・テルミン）
- 「LABYRINTH 〜ラビリンス〜」（マニピュレート）
- 「CHANGE」（マニピュレート）

デーモン小暮
- 「LOVE ROMANCE」（マニピュレート）

ノンキーズ
- 「You're mine」（編曲）

林田健司
- 「オブラートLOVE」（編曲）
- 「カルトな二人」（編曲）
- 「Taxi Driver」（編曲）
- 「止められない」（林田健司と共編曲・マニピュレート・ミックス）
- 「無名のスーパースター」（林田健司と共編曲・マニピュレート・ミックス）
- 「RUN TO YOU 2000」（林田健司と共作曲・編曲・アコースティック・ギター・マニピュレート）
- 「imaがよければいいんじゃない?」（林田健司と共編曲・マニピュレート・ミックス）
- 「This Is Private.」（編曲・アコースティック・ギター・マニピュレート・ミックス）
- 「日曜日は...!」（オルガン・ミックス）
- 「Umbrella」（林田健司と共作曲編曲・マニピュレート・ミックス）
- 「Pride」（Sound Treatments ・ミックス）
- 「imaがよければいいんじゃない? / Chigaw Version」（林田健司と共編曲・キーボード・マニピュレート）
- LIVE（LIVE ver. 編曲・マニピュレート・LIVE 出演）

松田博幸
- 「愛してる (Party Remix)」（リミックス・マニピュレート）

三波春夫
- 「オマンタせしました! HARUO IN DANCE BEAT」（アルバム全曲マニピュレート）
- 「ジャン・ナイト・じゃん」（マニピュレート）
- LIVE（LIVE ver. 編曲・マニピュレート・LIVE 出演）

REIKO
- 「baiser [bēze]」（編曲）

ジャニーズ事務所関連 
- 赤坂晃
  - LIVE（LIVE ver. 作曲・編曲・LIVE出演）
- Coming Century
  - 「 - question - 」（LIVE ver. 作曲・編曲）
  - その他 LIVE（LIVE ver. 作曲・編曲）
- KinKi Kids
  - 「KinKi Kids with 35万人ファン世紀のLIVE」（LIVE ver. 作曲・編曲）
  - 「KinKi Kids '97」（LIVE ver. 作曲・編曲）
  - その他 LIVE（LIVE ver. 作曲・編曲）
- SMAP
  - 「SMAP 007 MOVIES Summer Minna Atsumare Party」（LIVE ver. 作曲・編曲）
  - 「SMAP のがんばりましょう カウントダウンSPECIAL」（LIVE ver. 作曲・編曲）
  - その他 LIVE（LIVE ver. 作曲・編曲）
- V6
  - LIVE（LIVE ver. 作曲・編曲）